# دایناسور
دایناسورها ((به انگلیسی: Dinosaurs)) گروهی بسیار متنوع از مهره‌داران هستند که از حدود ۲۴۵ تا ۶۶ میلیون سال پیش، یعنی از اواخر دورهٔ تریاس تا پایان دورهٔ کرتاسه، بر خشکی‌های زمین سلطه داشتند. این گروه در جریان رویداد انقراض تریاس–ژوراسیک به جانوران غالب در خشکی تبدیل شدند و تا زمان رویداد انقراض کرتاسه-پالئوژن، که منجر به انقراض اکثر گونه‌های دایناسور به جز تبار پرندگان شد، به فرمانروایی خود ادامه دادند.

رابطه با پرندگان:
بررسی‌های اولیه بر روی بازمانده‌های آرکئوپتریکس (Archaeopteryx) در سال ۱۸۶۱، نخستین شواهد از رابطه نزدیک بین دایناسورها و پرندگان را فراهم آورد. امروزه، دانشمندان در اسکلت پرندگان امروزی، استخوان‌هایی را یافته‌اند که تنها در دایناسورها وجود داشته‌اند. علاوه بر شواهد سنگواره‌ای، آرکئوپتریکس شباهت‌های قابل توجهی به کامپسوگناتوس (Compsognathus)، یک دایناسور ددپای کوچک، دارد.
پژوهش‌هایی که از حدود سال ۱۹۷۰ آغاز شد، به طور فزاینده‌ای نشان داده است که دایناسورهای دَدپا (Theropods) نیاکان مستقیم پرندگان امروزی هستند. در واقع، بسیاری از دیرینه‌شناسان، پرندگان را به عنوان دایناسورهای زنده در نظر می‌گیرند و معتقدند که دایناسورها و پرندگان باید با هم در یک گروه طبقه‌بندی شوند. امروزه، حدود ۱۰٬۰۰۰ گونه از پرندگان به این گروه بزرگ تعلق دارند.
تغییر دیدگاه علمی:
در نیمه نخست قرن بیستم، دایناسورها عموماً به عنوان جانورانی تنبل، کندذهن و خون‌سرد تصور می‌شدند. با این حال، پژوهش‌های گسترده‌ای که از دهه ۱۹۷۰ به بعد انجام شد، این نظریه را به چالش کشید و شواهد فزاینده‌ای مبنی بر اینکه دایناسورها جانورانی خون‌گرم با متابولیسم بالا بودند و اغلب رفتارهای پیچیده اجتماعی داشتند، ارائه داد. کشف پر در دایناسورهای ددپا، این تغییر دیدگاه را به شدت تقویت کرد.
دایناسورها در فرهنگ عامه:
از زمان کشف نخستین فسیل‌های دایناسور در سده نوزدهم و توصیف آن‌ها توسط ریچارد اوون (نه چارلز داروین)، اسکلت‌های آن‌ها به جاذبه اصلی موزه‌های سراسر دنیا تبدیل شده‌اند و دایناسورها بخش جدایی‌ناپذیری از فرهنگ جهانی شده‌اند. آن‌ها در کتاب‌های پرفروش (مانند دنیای گمشده) و فیلم‌های پرمخاطب (مانند پارک ژوراسیک) حضوری پررنگ داشته‌اند و هر یافته جدید از دایناسورها به سرعت مورد پوشش رسانه‌ها قرار می‌گیرد.
شایان ذکر است که در زبان عامیانه، اغلب هر خزنده پیشاتاریخی عظیم‌الجثه، از جمله دیمترودون، پتروسورها (خزندگان بال‌دار)، ایکتیوسورها، پلسیوسور و موساسور، به اشتباه "دایناسور" نامیده می‌شود. در حالی که به معنای دقیق کلمه، هیچ یک از جانوران ذکر شده دایناسور واقعی نیستند و تنها گروه دایناسورسانان شامل دایناسورها می‌شوند.
خونگرمی دایناسورها و چیرگی آن‌ها:
با توجه به اینکه پستانداران امروزی در مقایسه با خزندگان از هوش و فعالیت بیشتری برخوردارند، این پرسش مطرح می‌شود که چرا آن‌ها در رقابت با دایناسورها زودتر به مناطق تحت سلطه دایناسورها وارد نشدند. یکی از دلایل محتمل، فعال، هوشیار و خون‌گرم بودن خود دایناسورها بود. وضعیت خاص بدن دایناسورها (برای مثال، پاهای ستونی زیر بدن) نشان‌دهنده چابکی آن‌هاست. استخوان‌های آن‌ها در مقایسه با استخوان‌های چهارپایان خونگرم و خونسرد امروزی، دارای مجراهایی است که می‌تواند نشان‌دهنده خونگرمی آن‌ها باشد. همچنین، نسبت شکارچی به شکار در سنگواره‌ها حاکی از آن است که دایناسورها همچون پستانداران خونگرم، به مقادیر زیادی غذا نیاز داشته‌اند.
اگر فرضیه خونگرمی دایناسورها صحیح باشد، این موضوع به توضیح چیرگی درازمدت آن‌ها بر اکوسیستم‌های خشکی کمک می‌کند. دایناسورها عموماً بزرگتر از پستانداران هم‌زمان خود بودند؛ حتی بچه دایناسورهایی که تازه از تخم خارج می‌شدند، از بیشتر پستانداران بزرگ‌تر بودند. این نشان می‌دهد که پستانداران نقش جانوران کوچک و دایناسورها نقش جانوران بزرگ را ایفا می‌کردند. حتی هنگامی که چندین رویداد انقراض گوناگون تنوع دایناسورها را کاهش داد، دایناسورهای بازمانده همچنان بزرگتر از پستانداران بودند و می‌توانستند موقعیت خود را حفظ کنند و آن دودمان‌های اصلی را فراهم آورند که فرگشت دوباره از آن‌ها جانوران بزرگ را به‌وجود می‌آورد.
تنها هنگامی که دایناسورها در جریان رویداد انقراض کرتاسه-پالئوژن در پایان دوره کرتاسه از میان رفتند، پستانداران توانستند به مناطق اکولوژیکی خالی شده راه یافته و به نوبه خود بر محیط خشکی چیرگی یابند.

## طبقه‌بندی و تعریف دایناسورها

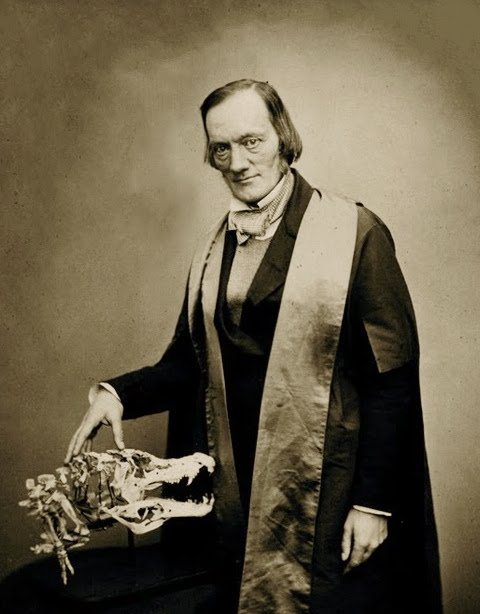
نگاره ریچارد اوون در کنار جمجمه یک تمساح

تعریف و طبقه‌بندی رسمی دایناسورها در سال ۱۸۴۲ توسط دیرینه‌شناس انگلیسی ریچارد اوون مطرح شد. او این نام را برای اشاره به یک گروه متمایز از خزندگان بزرگ و منقرض شده به کار برد. این اصطلاح به سرعت در بریتانیا و سراسر جهان به رسمیت شناخته شد.
واژه "دایناسور" از دو کلمه یونانی δεινός (دینوس؛ به معنی "وحشتناک"، "نیرومند" یا "شگفت‌انگیز") و σαύρα (سائورا؛ به معنی "مارمولک" یا "خزنده") گرفته شده است. اگرچه نام این گروه اغلب به دندان‌ها، چنگال‌ها و دیگر مشخصات ترسناک دایناسورها اشاره دارد، ریچارد اوون در اصل قصد داشت به اندازه و عظمت این موجودات اشاره کند.
با وجود این‌که دایناسورها حدود ۱۶۰ میلیون سال بر زمین حکومت کردند و از تنوع و فراوانی بالایی برخوردار بودند، و همچنین وارثانشان (پرندگان) همچنان پرشمار هستند، در زبان عامیانه انگلیسی کلمه "دایناسور" گاهی برای توصیف چیزی یا شخصی که کهنه، ناکارآمد یا منسوخ شده است، به کار می‌رود. این کاربرد در زمانی متداول شد که دایناسورها به عنوان موجوداتی کند، تنبل و خون‌سرد تصور می‌شدند.

## ویژگی‌های بیولوژیکی و رفتاری

### رژیم غذایی
اگرچه امروزه دایناسورهای گوشت‌خوار، به ویژه گونه‌های شکارچی بزرگ، شناخته‌شده‌تر و محبوب‌تر هستند، اما در واقعیت، بیشتر دایناسورها گیاه‌خوار بودند. این موضوع با اصول زنجیره غذایی و انتقال انرژی در اکوسیستم‌ها همخوانی دارد؛ برای حفظ تعادل در یک زنجیره غذایی، باید شمار تولیدکنندگان (گیاهان) از مصرف‌کنندگان اولیه (گیاه‌خواران) بیشتر باشد و شمار گیاه‌خواران نیز از گوشت‌خواران (مصرف‌کنندگان ثانویه) فزون‌تر. به عنوان مثال، صدها هکتار پوشش گیاهی برای تغذیه گروه کوچکی از تریسراتوپس‌ها لازم بود، و همین گروه می‌توانست تنها غذای یک تیرانوسور را برای بقا فراهم آورد. بر اساس فسیل‌های کشف شده تا کنون، تخمین زده می‌شود که حدود ۶۵ درصد از دایناسورها گیاه‌خوار و تنها ۳۵ درصد گوشت‌خوار بوده‌اند، که این امر با فراوانی بیشتر فسیل‌های دایناسورهای گیاه‌خوار نیز تأیید می‌شود.

#### تعادل اکولوژیکی
در یک اکوسیستم پایدار، تعادل پویایی بین جمعیت گوشت‌خواران و گیاه‌خواران وجود دارد. هنگامی که جمعیت گوشت‌خواران افزایش می‌یابد، تعداد بیشتری از گیاه‌خواران را شکار می‌کنند که منجر به کاهش جمعیت گیاه‌خواران می‌شود. این کاهش، به نوبه خود، دسترسی گوشت‌خواران به غذا را دشوار کرده و باعث کاهش جمعیت آن‌ها می‌شود. این چرخه تضمین می‌کند که جمعیت هر دو گروه در یک تعادل نسبتاً باثبات باقی بماند. تعادل مشابهی نیز بین گیاهان و گیاه‌خواران برقرار است؛ کاهش پوشش گیاهی به طور مستقیم بر جمعیت گیاه‌خواران تأثیر می‌گذارد و آن را محدود می‌کند.

### ویژگی‌های گیاه‌خواران

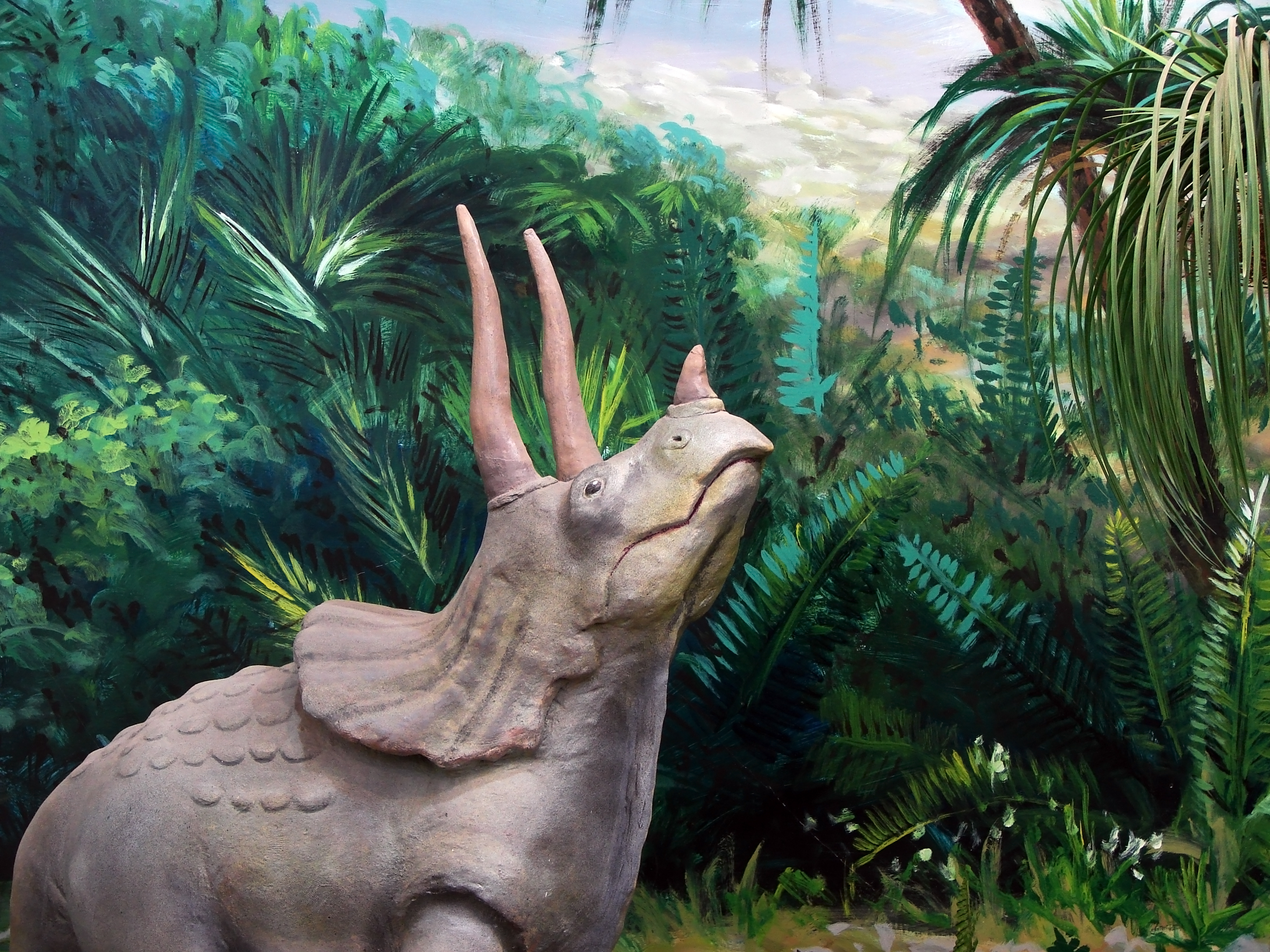
تندیسی از یک تریسراتوپس در موزه تاریخ طبیعی قم

دایناسورهای گیاه‌خوار معمولاً دارای دندان‌های کند و تخت بودند که برای کندن و خرد کردن مواد گیاهی مانند برگ‌ها، شاخه‌های کوچک و فیبرهای سخت گیاهی مناسب بود. برخی از آن‌ها دندان‌های صاف و آسیاب‌مانندی داشتند که برای جویدن و له کردن غذا ایده‌آل بود. بسیاری از گیاه‌خواران کیسه لبی داشتند که امکان ذخیره موقت غذا را فراهم می‌کرد.
به دلیل پایین‌تر بودن کالری محتوای گیاهان، گیاه‌خواران نیاز داشتند تا حجم بسیار بیشتری از غذا را مصرف کنند تا انرژی لازم را به دست آورند. این امر منجر به تکامل دستگاه‌های گوارش بزرگ‌تر و پیچیده‌تر در آن‌ها شد. در برخی دایناسورها، گاسترولیت‌ها (سنگ‌های معده) به خرد کردن فیبرهای گیاهی در دستگاه گوارش کمک می‌کردند. برخی از آنکیلوسورها حتی دارای محفظه‌های تخمیر (مانند اتاقک‌هایی در روده) بودند که فیبرهای گیاهی در آن‌ها تجزیه می‌شد.
تعیین دقیق رژیم غذایی یک دایناسور خاص دشوار است و عمدتاً بر اساس کشف بقایای فسیل‌شده معده یا مدفوع فسیل‌شده (کوپرولیت) که حاوی مواد گیاهی گوارده نشده‌اند، صورت می‌گیرد. اما این نوع فسیل‌ها بسیار نادر هستند و تطبیق کوپرولیت با دایناسور خاصی نیز چالش‌برانگیز است. بنابراین، نوع دندان‌ها (برای خوردن مواد گیاهی سخت یا نرم)، زیستگاه احتمالی (آب‌وهوا و پوشش گیاهی منطقه) و وجود گیاهان خاص در دوره زمانی مربوطه، معیارهای مهمی برای تخمین رژیم غذایی بوده‌اند. در طول دوره میانه‌زیستی (مزوزوئیک)، گیاهانی مانند سرخس‌ها، سرخس‌های نخلی (سیکادها)، دم‌اسبی‌ها، سرخس‌های تخم‌ریز، درخت معبد (جینکو) و خزه‌ها فراوان بودند؛ بنابراین، دایناسورهای میانه‌زیستی عمدتاً از این گیاهان تغذیه می‌کردند. گیاهان گلدار (آنژیوسپرم‌ها) نیز در طول دوره کرتاسه تکامل یافته و گسترش یافتند.

### ویژگی‌های گوشت‌خواران

ردیف بالا؛ از چپ به راست: ترایسراتاپس (یشمی)، استگوسورس (آجری)، تیرانوسورس رکس (خاکستری)، سوپرسورس (نارنجی)، آپاتوسورس (آبی)، آرژانتیناسورس (سبز)، سوروپوسایدون (سرخ)، شانتونگوسورس (صورتی)، اسپینوسورس (خاکی)، آنکیلوسورس (فیروزه‌ای) ردیف پایین؛ بزرگ‌ترین گیاه‌خواران: آرژانتیناسورس (سبز)، پاتاگوتایتان (سرمه‌ای)، پوئرتاسورس (بنفش) آلاموسورس (قهوه‌ای)

دایناسورهای گوشت‌خوار که تقریباً همگی از راسته ددپایان بودند، نیاز به ابزارهای خاصی برای شکار و مصرف گوشت داشتند. آن‌ها معمولاً دارای پاهای قوی و عضلانی بودند که برای سرعت و چابکی در تعقیب طعمه ضروری بود. همچنین، فک‌های بزرگ و قدرتمند با دندان‌های تیز و دندانه‌دار برای دریدن گوشت و خرد کردن استخوان، و چنگال‌های مرگبار برای گرفتن و کشتن شکار، از ویژگی‌های بارز آن‌ها بود. بینایی قوی، حس بویایی بسیار تیز، و یک مغز بزرگ برای طرح‌ریزی استراتژی‌های پیچیده شکار، نقش حیاتی در موفقیت آن‌ها به عنوان شکارچیان داشت.

### همه‌چیزخواران
تنها تعداد معدودی از دایناسورها به عنوان همه‌چیزخواران شناخته شده‌اند (یعنی هم گیاهان و هم جانوران را مصرف می‌کردند). نمونه‌هایی از دایناسورهای همه‌چیزخوار شامل اورنیتومیمیدها (Ornithomimidae) و اویرپتور (Oviraptor) هستند که احتمالاً از گیاهان، تخم‌ها، حشرات و سایر مواد مغذی تغذیه می‌کردند. این بدان معنی نیست که گوشت‌خواران یا گیاه‌خواران صرفاً به صورت مطلق گوشت‌خواری یا گیاه‌خواری می‌کردند؛ ممکن است رژیم غذایی آن‌ها شامل مقادیر کمی از مواد غذایی خارج از دسته اصلی نیز بوده باشد.

### داشتن پر در پوست

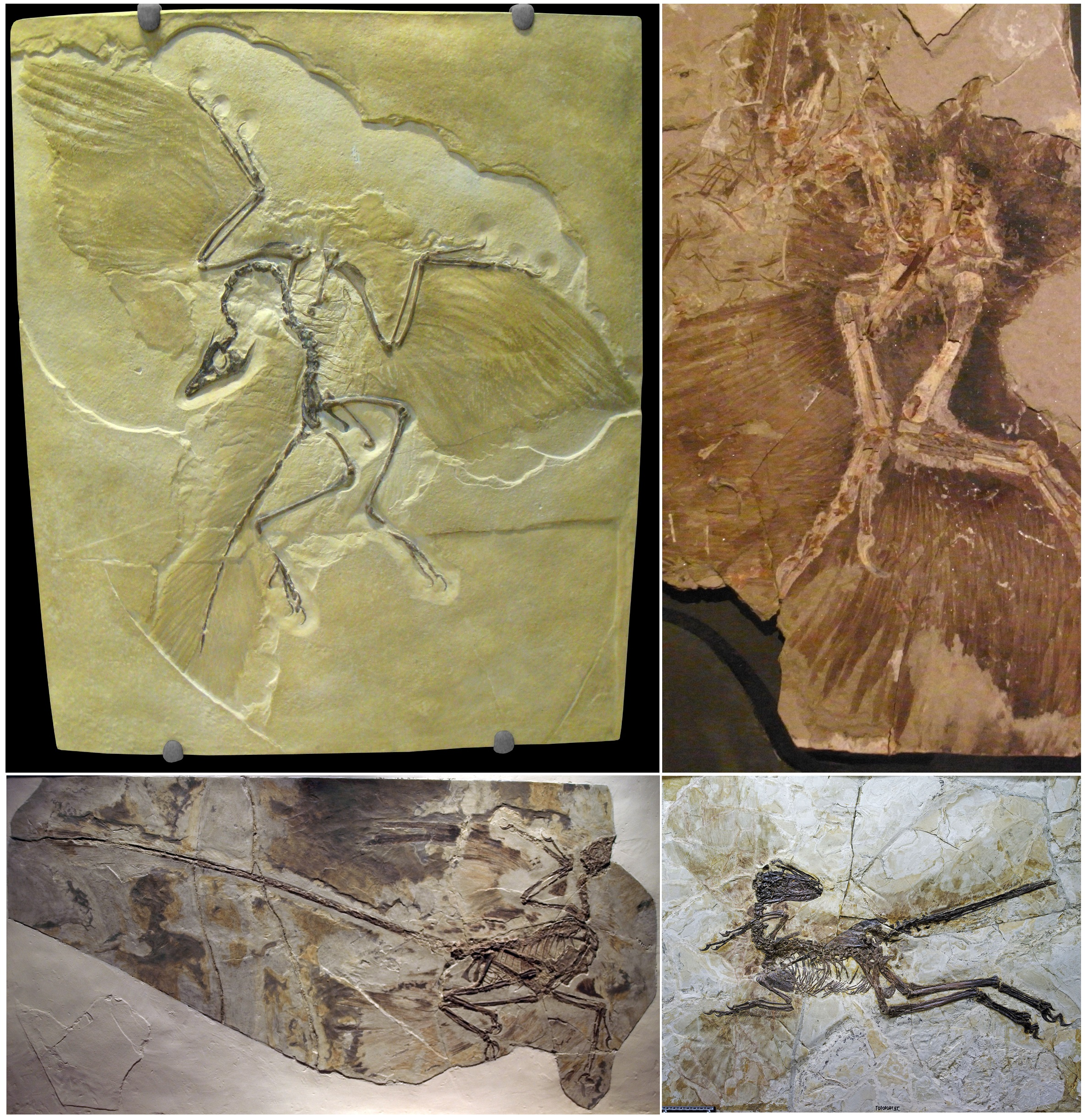
۴ نمونه از سنگواره از دایناسورهای پردار

امروزه می‌دانیم که بسیاری از دایناسورها، به خصوص ددپایان، بر روی پوست خود پرهایی شبیه به کرک و پرز جوجه یا حتی پرهای توسعه‌یافته‌تر داشتند. کشف فسیل ۱۵۰ میلیون ساله "کولیندادروموس زابایکالیکوس" (Kulindadromeus zabaikalicus) در سیبری، به طور قاطعانه نشان داد که داشتن پر در میان دایناسورها، به خصوص گونه‌های گیاه‌خوار اولیه، بسیار شایع بوده است. در ابتدا، پرها احتمالاً برای محافظت از بدن دایناسورها در برابر تغییرات دما (عایق‌بندی) و نیز برای ارتباط آن‌ها با یکدیگر (مانند نمایش‌های جنسی یا شناسایی گونه‌ای) به کار می‌رفتند و بعدها در سیر فرگشت، برای پرواز سازگاری پیدا کردند.

### تولید مثل
با توجه به اینکه تنها شواهد مستقیمی که از تولیدمثل دایناسورها در دست داریم، فسیل‌های تخم‌ها و لانه‌ها هستند، اطلاعات ما در مورد نحوه جفت‌گیری یا اندام تناسلی آن‌ها هنوز بسیار محدود است. تعیین جنسیت دایناسورها بر اساس بقایای فسیلی نیز بسیار دشوار یا تقریباً غیرممکن است.

## روش‌های بررسی تغذیه دایناسورها

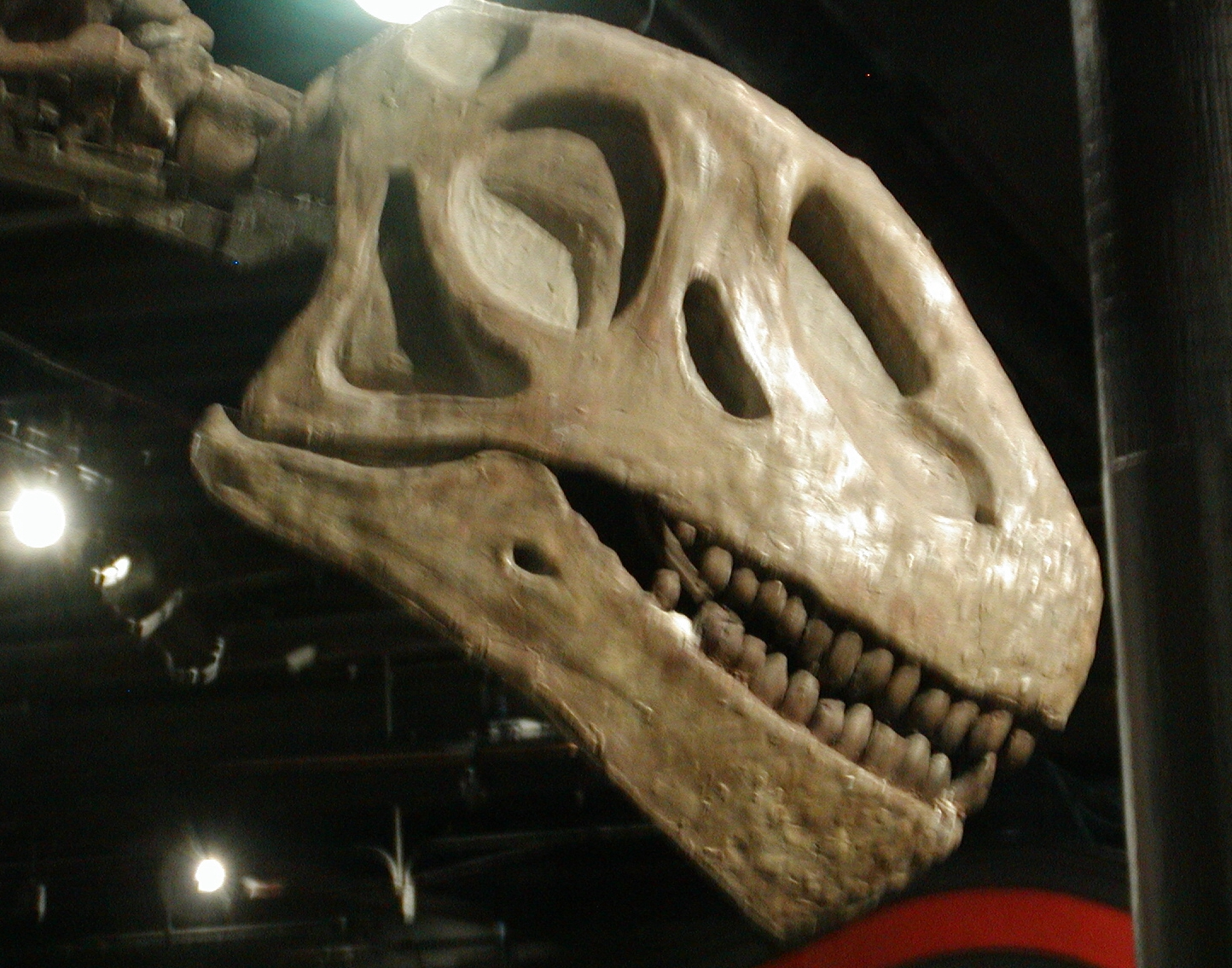
جمجمه اُمِیسورس/ Omeisaurus نوعی ساروپود گیاه‌خوار

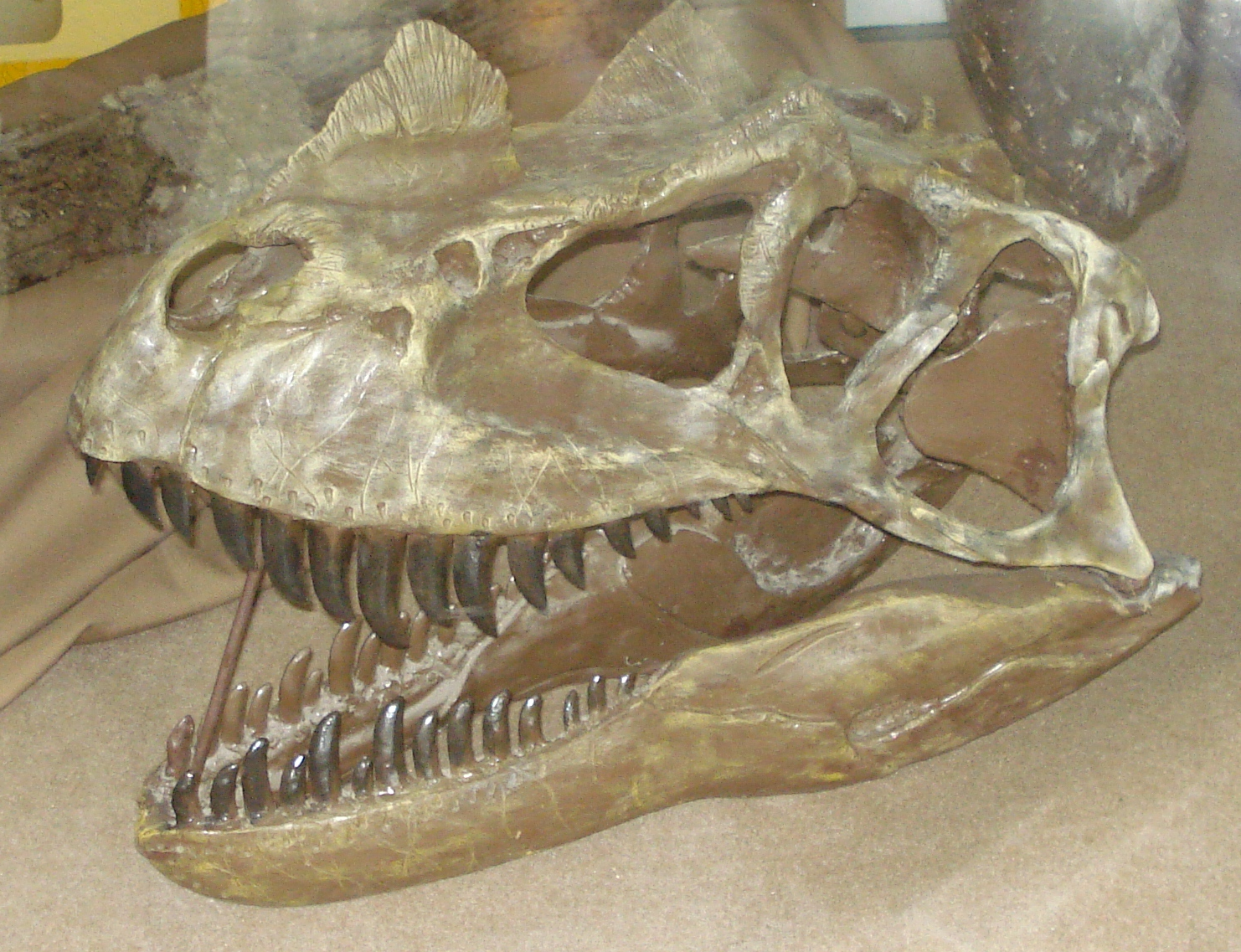
جمجمه سراتوسورس نوعی تروپود گوشت‌خوار

برای مطالعه رژیم غذایی دایناسورها، دیرینه‌شناسان از روش‌های مختلفی استفاده می‌کنند که شامل موارد زیر است:
1. مدفوع فسیل شده (کوپرولیت): تحلیل مدفوع فسیل شده می‌تواند اطلاعات مستقیمی درباره رفتارهای غذایی دایناسور ارائه دهد. به عنوان مثال، کشف یک کوپرولیت بزرگ در کانادا که احتمالا متعلق به یک تیرانوسور بوده است، نشان داد که این دایناسور استخوان‌های شکار خود را نیز خرد می‌کرده و تمام اجزای طعمه را به طور کامل نمی‌بلعیده است.
2. محتوای فسیل شده معده: کشف مواد غذایی فسیل شده درون معده دایناسورها بسیار نادر است، اما وقتی یافت می‌شود، اطلاعات دقیقی از آخرین وعده غذایی آن‌ها به دست می‌دهد. از جمله این موارد، محتوای معده یک باریونیکس (Baryonyx) که حاوی بقایای ماهی بود، و همچنین محتوای معده یک سینوسوروپتریکس (Sinosauropteryx)، یک دایناسور کوچک پرنده‌مانند.
3. ساختار دندان‌ها: شکل و نوع دندان‌های یک دایناسور اطلاعات مهمی درباره نوع غذای آن ارائه می‌دهد. دایناسورهای گوشت‌خوار به دندان‌های تیز، بلند و خمیده برای دریدن و فرو کردن در گوشت شکار، یا به دندان‌های قوی برای خرد کردن استخوان نیاز داشتند. در مقابل، گیاه‌خواران دندان‌هایی داشتند که برای کندن برگ‌ها و شاخه‌های کوچک یا جویدن و آسیاب کردن فیبرهای گیاهی مناسب بود. یک مورد جالب توجه، دایناسور لیموسورس (Limusaurus) است که در دوران کودکی دندان‌های گوشت‌خواری داشت و پس از بلوغ، گیاه‌خوار می‌شد و دندان‌هایش می‌افتاد.[۱۶]
4. سنگ‌های معده (گاسترولیت‌ها): یافتن سنگ‌های سنگدان (که به گوارش غذا کمک می‌کنند) همراه با فسیل‌های برخی دایناسورها، می‌تواند اطلاعاتی درباره رژیم غذایی گیاهی آن‌ها بدهد، زیرا این سنگ‌ها به خرد کردن مواد گیاهی سخت کمک می‌کردند.
5. قطر شکم و حجم دستگاه گوارش: اندازه شکم و تخمین حجم دستگاه گوارش نیز می‌تواند نشانه‌ای از نوع تغذیه باشد. گیاه‌خواران بزرگ برای حفظ وزن و کسب کالری کافی، به مقادیر زیادی از مواد گیاهی نیاز داشتند که هضم آن‌ها فرآیندی زمان‌بر است. این امر مستلزم داشتن دستگاه گوارش پیچیده‌ای بود که بتواند حجم زیادی از غذا را هضم کند.[۱۲]

## رفتارشناسی دایناسورها
بازسازی چگونگی رفتار دایناسورها معمولاً بر پایه شواهد سنگواره‌ای یافت شده (مانند ردپاها، لانه‌ها، و فسیل‌های گروهی)، تحلیل محیط زیست باستانی، شبیه‌سازی‌های بیومکانیک به‌وسیلهٔ رایانه، و نیز مقایسه با گونه‌های مدرن پرنده و تمساح‌سانان (که نزدیک‌ترین خویشاوندان زنده دایناسورها هستند) صورت می‌گیرد. به همین دلیل، بسیاری از نظریه‌های کنونی در رابطه با کنش‌شناسی (اتولوژی) دایناسورها براساس فرضیه‌هایی است که ممکن است برای مدتی طولانی موضوعی برای مباحثه و انتقاد باقی بمانند. با این وجود، گمان می‌رود که بعضی رفتارها که در برخی تمساح‌سانان و پرندگان مشترک است، در دایناسورها نیز رواج داشته است.

### زندگی گله‌ای
نخستین اثبات قوی از زندگی گله‌ای دایناسورها در سال ۱۸۷۸ در بلژیک رخ داد، جایی که به نظر می‌رسید ۳۱ ایگوانودون در یک فروریزی زمین فرورفته و غرق شده باشند. سپس، مرگ‌های توده‌ای مشابه در چند جایگاه دیگر نیز کشف شد. بر پایه این کشفیات و نیز فسیل‌های ردپا که مسیر حرکت گروه‌های بزرگی از دایناسورها را نشان می‌دادند، دانشمندان به این نتیجه رسیدند که زندگی گروهی در برخی از گونه‌های دایناسور رایج بوده است. این رفتار احتمالاً برای محافظت در برابر شکارچیان و یا در طول مهاجرت‌های فصلی مفید بوده است.

### لانه‌سازی و مراقبت از نوزادان

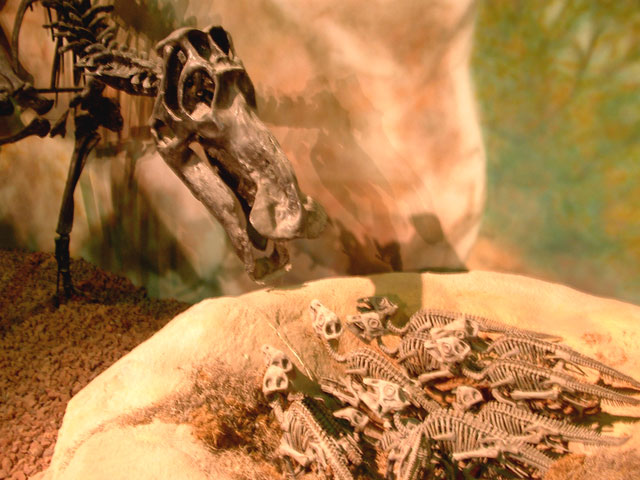
بازسازی لانه یک مایاسور به همراه جوجه‌های درون لانه

کشف لانه‌های مایاسورا (Maiasaura) در مونتانا در سال ۱۹۷۸، شواهد مهمی را ارائه داد که نشان می‌داد مراقبت از نوزادان در راسته اورنیتیسکین‌ها (Ornithischians) تنها به زمان بازشدن تخم‌ها محدود نمی‌شد، بلکه شامل مراقبت‌های پس از تولد نیز بوده است. شواهد دیگری نیز نشان می‌دهند که چنین رفتاری در بعضی دایناسورهای دوره کرتاسه، همچون سالتاسورس (Saltasaurus)، وجود داشت و آن‌ها همچون پنگوئن‌ها گروه‌های عظیمی برای لانه‌سازی تشکیل می‌دادند.

### جفت‌گیری و نمایش‌های جنسی

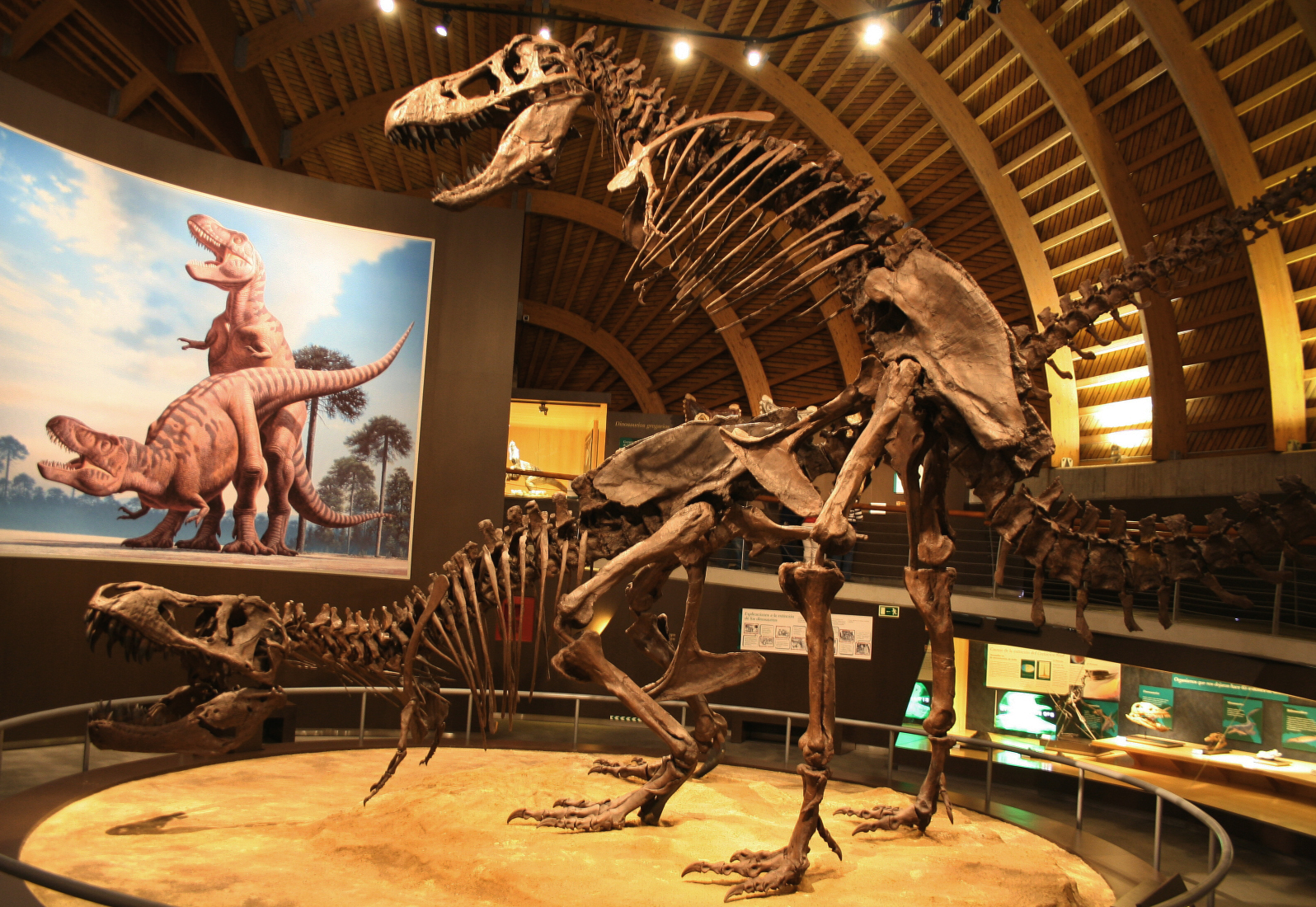
دو اسکلت سوارشده از تیرانوسور در حالت جفت‌گیری

دانسته‌های امروز ما در مورد نحوه جفت‌گیری دایناسورها و رفتارشناسی جنسی آن‌ها هنوز ناچیز است، زیرا شواهد مستقیم بسیار کمی در این زمینه وجود دارد. با این حال، به نظر می‌رسد شاخ‌ها، تاج‌ها، صفحات استخوانی و ساختارهای زینتی دیگر در برخی از دایناسورها (به ویژه ددپایان و شاخ‌چهرگان) احتمالاً نه به عنوان وسیله دفاعی مستقیم (به دلیل شکنندگی آن‌ها)، بلکه به عنوان ابزاری برای نمایش‌های جنسی، جلب جفت، یا زورآزمایی درون‌گونه‌ای در نرها استفاده می‌شدند.

### روش جابه‌جایی و حرکت

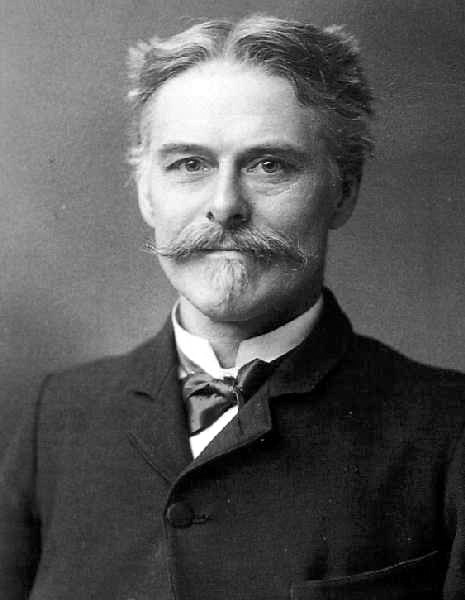
ادوارد درینکر کوپه

بر اساس فسیل‌های یافت شده و تحلیل‌های بیومکانیکی، گمان می‌رود که هیچ‌کدام از دایناسورها حفار نبودند و تنها تعداد کمی از آن‌ها توانایی بالا رفتن از درختان را داشتند. این موضوع در مقایسه با پستانداران که در دوره نوزیستی (سنوزوئیک) به جانداران حفار و بالارونده بسیاری تکامل یافتند، قابل توجه است.
درک دقیق از چگونگی جابه‌جایی دایناسورها (مانند سرعت، شیوه راه رفتن یا دویدن) کلیدی برای مدل‌سازی رفتارهای آن‌ها و درک بهتر زندگی آن‌ها است. روش‌های بیومکانیک با استفاده از تحلیل نیروی ماهیچه‌ها و تأثیر وزن بر ساختار استخوان‌بندی، اطلاعات مفیدی را در اختیار ما قرار می‌دهد. برای نمونه، می‌توان سرعت حرکت جاندار را مشخص کرد یا اینکه آیا ددپایان بزرگ برای جلوگیری از آسیب‌دیدگی به هنگام دنبال کردن شکار، سرعت خود را کم می‌کردند یا نه.

## تاریخچه مطالعه دایناسورها

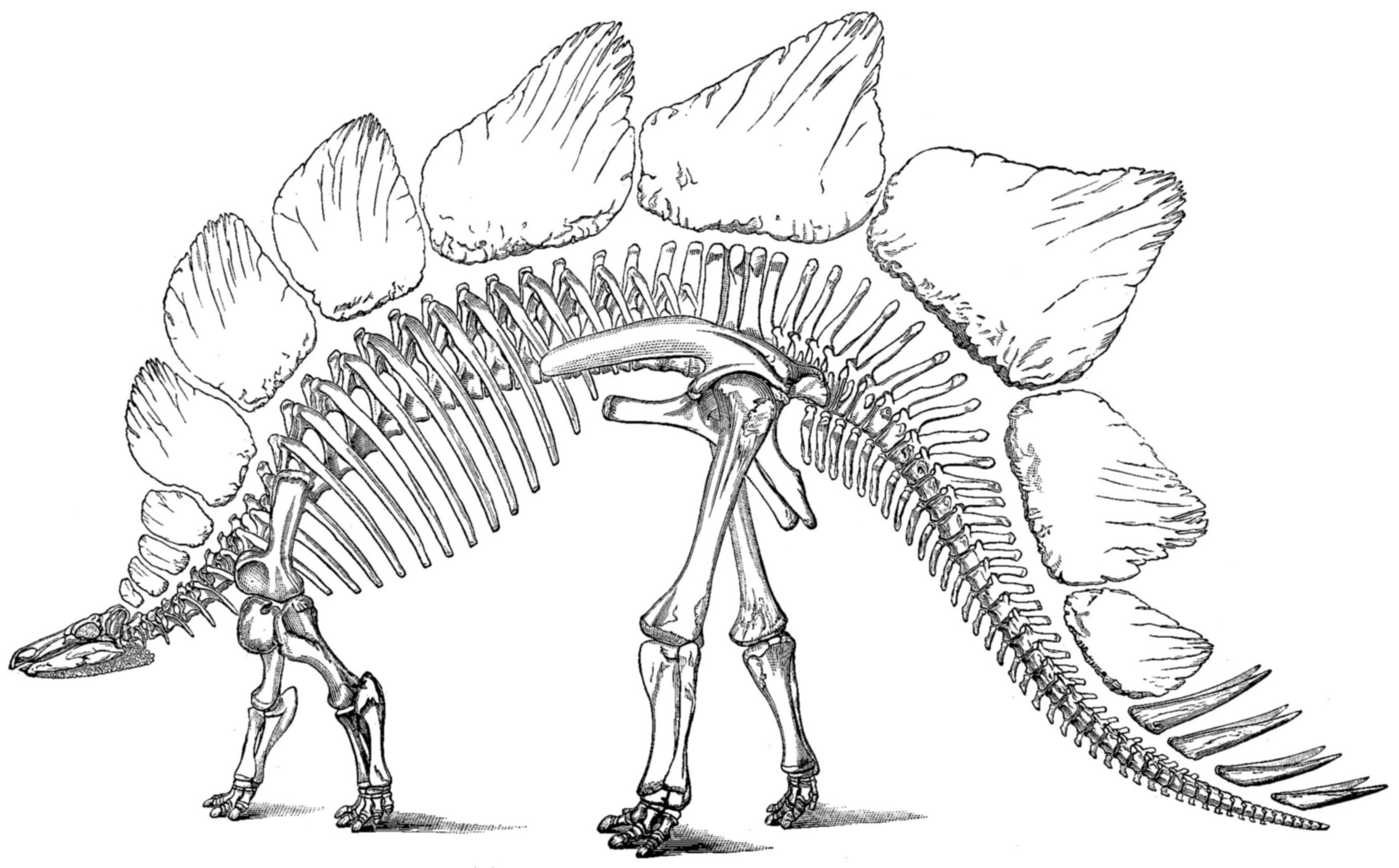
برداشت مارش از استخوان‌بندی استگوسور در سال ۱۸۹۶، مارش این نوع دایناسور را در سال ۱۸۷۷ کشف و توصیف کرده بود.

پیشینه شناخت انسان از بقایای دایناسورها به سده‌ها پیش بازمی‌گردد، هرچند در آن زمان لزوماً به این نام شناخته نمی‌شدند یا درک درستی از ماهیت آن‌ها وجود نداشت.
چینی‌ها آثار و استخوان‌های فسیل شده عظیمی را که می‌یافتند، اغلب به اژدها نسبت می‌دادند و آن‌ها را بخشی از افسانه‌ها و اسطوره‌های خود می‌دانستند. درحالی که اروپاییان در قرون وسطی، این بقایا را به نفیلیم، غول‌ها یا موجوداتی غول‌آسا که در طوفان بزرگ (اشاره به طوفان نوح) کشته شدند، نسبت می‌دادند.
نخستین کشف‌های علمی:
ایگوآنودون (Iguanodon) نخستین گونه‌ای بود که در سال ۱۸۲۲ توسط زمین‌شناس انگلیسی گیدئون مانتل (Gideon Mantell) کشف و توصیف شد. مانتل متوجه شباهت‌هایی میان دندان‌های فسیل شده ایگوانودون و دندان‌های ایگوانای امروزی شد. دو سال بعد، در سال ۱۸۲۴، نخستین مقاله علمی دربارهٔ یک دایناسور توسط ویلیام باکلند، استاد دانشگاه آکسفورد، منتشر شد. این مقاله به توصیف مگالوسور (Megalosaurus) می‌پرداخت که فسیل آن به تازگی در نزدیکی آکسفورد کشف شده بود.
ابداع واژه دایناسور:
مطالعه این جانوران به زودی مورد توجه همایش‌های علمی اروپایی و آمریکایی قرار گرفت. در سال ۱۸۴۲، دیرینه‌شناس انگلیسی، ریچارد اوون، واژه دایناسور (Dinosauria) را ابداع کرد. او مشاهده کرد که در میان بقایای دایناسورهایی که تا آن زمان کشف شده بودند (مانند مگالوسور، ایگوانودون و هیلیوسور)، تشابهات خاصی وجود دارد که آن‌ها را از سایر خزندگان متمایز می‌کند. به همین دلیل تصمیم گرفت آن‌ها را در یک رده‌بندی جدید قرار دهد. او با کمک و حمایت همسر ملکه ویکتوریا، موزه تاریخ طبیعی لندن را به وجود آورد تا کلکسیون ملی فسیل‌ها و بقایای دایناسورها را به نمایش بگذارد و درک عمومی از این موجودات را افزایش دهد.
رقابت:
یکی از نخستین دایناسورهایی که در آمریکا کشف شد، هادروسور فولکی (Hadrosaurus foulkii) بود که در سال ۱۸۵۸ در نیوجرسی کشف شد. این اکتشاف بسیار مهم بود، چرا که این نخستین اسکلتی بود که تقریباً به‌طور کامل پیدا شده بود و در ضمن نشان می‌داد که این جانور بدون شک دوپا بوده است. تا این زمان، بسیاری از دانشمندان فکر می‌کردند که دایناسورها همچون مارمولک‌ها بر روی چهار پای خود حرکت می‌کردند.
این اکتشافات، آغازگر دوره هیجان‌انگیزی از کشف سنگواره دایناسورها در آمریکا بود که به "جنگ استخوان‌ها" (Bone Wars) معروف شد. این رقابت شدید میان دو دیرینه‌شناس برجسته آمریکایی، ادوارد درینکر کوپه و اتنیل چارلز مارش، تقریباً ۳۰ سال تا سال ۱۸۹۷ (سال مرگ کوپه، که همه دارایی خود را در این راه خرج کرده بود) ادامه داشت. مارش که تحت حمایت مالی سازمان زمین‌شناسی آمریکا بود، در نهایت از این جنگ پیروز بیرون آمد. کلکسیون عظیم فسیل‌های کوپه امروزه در موزه تاریخ طبیعی آمریکا و کلکسیون مارش در دانشگاه ییل نگهداری می‌شوند.
کاوش‌های نوین:
از آن پس، تجسس برای کشف دایناسورها در سراسر جهان، حتی در جنوبگان (قطب جنوب)، وسعت یافت. امروزه مناطق جدیدی مانند آمریکای جنوبی (به ویژه آرژانتین) و چین مورد توجه ویژه‌ای قرار گرفته‌اند، زیرا در اعماق خاک‌های آن‌ها فسیل‌های دست‌نخورده و اسکلت‌های کاملی از دایناسورها کشف شده است که به درک ما از تنوع و تکامل این موجودات کمک شایانی می‌کند.

## طبقه‌بندی فیلوژنتیکی

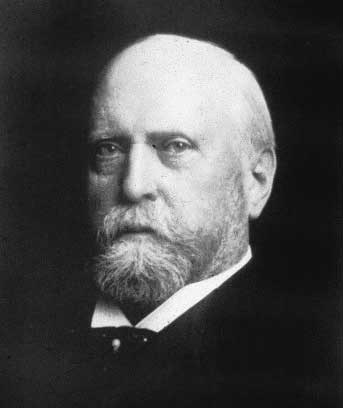
اتنیل چارلز مارش

طبقه‌بندی دایناسورها

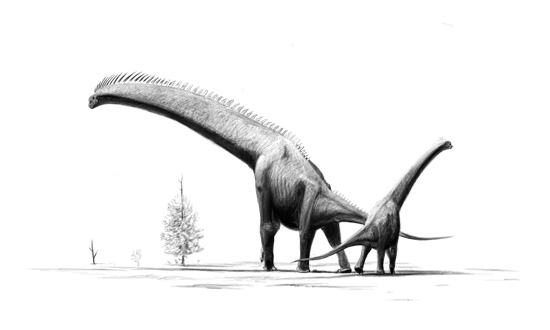
براکیوسوروس یک مثال از دایناسورهای سوسمارپا

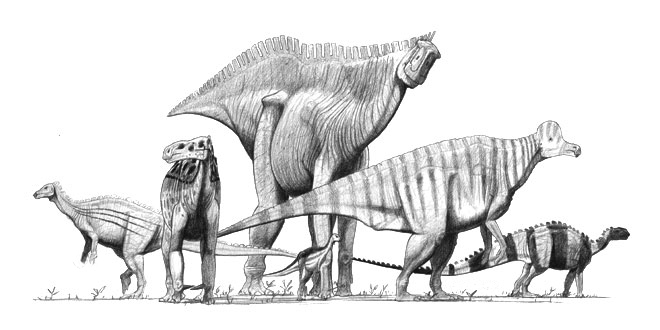
دایناسورهای پرنده‌پای مختلف و یک دایناسور ناجوردندان. دور چپ: کامپتوزاروس، چپ: ایگوانودون، مرکز زمینه: شانتونگوسور، مرکز پیش‌زمینه: دریوسوروس، راست: کاریتوسور، دور راست (کوچک): هترودونتوسور، دور راست (بزرگ): تنونتوسور

دایناسورها از نظر طبقه‌بندی، یک گروه تک‌تباری (Monophyletic) هستند که به معنای داشتن یک نیای مشترک واحد است. دسته‌بندی اصلی دایناسورها عمدتاً بر اساس ساختار لگن خاصره آن‌ها به دو راسته بزرگ تقسیم می‌شود:
- خزنده‌کفلان (Saurischia): این گروه شامل دایناسورهایی است که دارای لگنی شبیه به مارمولک‌ها هستند، با استخوان شرمگاهی که به سمت جلو و پایین امتداد یافته است. خزنده‌کفلان شامل دو گروه اصلی هستند:

```
   * **
ددپایان
 (Theropoda):**
 (شامل همه دایناسورهای گوشت‌خوار دوپا) 

       * 
هرراسورها
[
پ ۱۱
]
 
(
طعمه‌خوارهای
[
پ ۱۲
]
 دوپای اولیه)

       * 
تهی‌پیکرواران
[
پ ۱۳
]
 
(
تهی‌پیکر
[
پ ۱۴
]
 و خویشاوندان نزدیکش)

       * 
شاخ‌خزندگان
[
پ ۱۵
]
 
(
سراتوسور
[
پ ۱۶
]
 و 
آبلی‌سورها
[
پ ۱۷
]
، شکارگران مهم کرتاسه پسین در 
قاره‌های
 جنوبی
[
پ ۱۸
]
)

       * 
تیغه‌پشتان
[
پ ۱۹
]

       * 
گوشت‌خزندگان
[
پ ۲۰
]
 
(
آلوسور
[
پ ۲۱
]
 و نزدیکانش، مانند 
تیزدندان‌خزندگان
[
پ ۲۲
]
)

       * 
تهی‌دم‌خزندگان
[
پ ۲۳
]
 
(درندگان چابک و سبک‌وزن با استخوان‌های توخالی و مغز بزرگ)

           * 
بیدادگرخزنده‌ریختان
[
پ ۲۴
]
 
(از کوچک تا غول‌پیکر، شامل 
تیرانوسور رکس
)

           * 
شترمرغی‌واران
[
پ ۲۵
]
 
(مقلد 
شترمرغ
[
پ ۲۶
]
، اغلب بی‌دندان، از گوشت‌خوار تا گیاه‌خوار)

           * 
داس‌خزندگان
[
پ ۲۷
]
 
(گیاه‌خواران دوپا با بازوهای بلند و چنگال‌های بزرگ و سر کوچک)

           * 
خاگ‌دزدخزندگان
[
پ ۲۸
]
 
(اغلب بی‌دندان، رژیم غذایی و سبک زندگی متنوع)

           * 
دونده‌خزندگان
[
پ ۲۹
]
 
(مانند درندگان شکارچی پرنده‌مانند
[
پ ۳۰
]
 در پارک ژوراسیک، بسیاری پردار بوده‌اند)

           * 
ترودونتیدا
[
پ ۳۱
]
 
(شبیه دونده‌خزندگان، اما همه‌چیزخوار و دارای بزرگ‌ترین نسبت مغز به بدن در میان دایناسورهای غیر پرنده)

           * 
پرندگان
 
(تنها دایناسورهای زنده امروزی)

   * **
خزنده‌پاریختان
 (Sauropodomorpha):**
[
پ ۳۲
]
 
(گیاه‌خواران چهارپا با سرهای کوچک، گردن و دم‌های بلند و بدنی شبیه 
فیل
)

       * 
پروساروپودا
[
پ ۳۳
]
 
(خویشاوندان اولیه ساروپودها؛ از کوچک تا بسیار بزرگ؛ احتمالاً همه‌چیزخوار؛ هم دوپا و هم چهارپا بوده‌اند)

       * 
ساروپودا
[
پ ۳۴
]
 
(دایناسورهای عظیم‌الجثه، برخی به طول بیش از ۱۵ متر)

           * 
دوتیرکیان
 (Diplodocidae): 
(جمجمه‌های باریک، دم‌های دراز شده و دندان‌های باریک و مداد مانند)

           * 
بزرگ‌منخران
[
پ ۳۵
]
(جمجمه‌های جعبه‌ای شکل؛ دندان‌های قاشقی یا مدادی شکل)
               * 
برکیوسورسانان
[
پ ۳۶
]
 (گردن‌های خیلی بلند؛ اندام‌های جلویی بزرگتر از عقبی)

               * 
تیتانوسورها
[
پ ۳۷
]
 
(گروه غالب ساروپودها در کرتاسه پسین در 
قاره‌های
 جنوبی
[
پ ۳۸
]
)
```

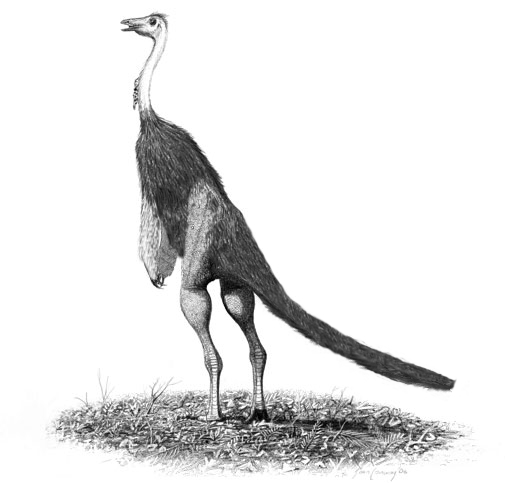
استروتیومیموس، یک دایناسور ددپا شترمرغ مانند.

- پرنده‌کفلان (Ornithischia): (این گروه متنوع شامل گیاه‌خواران دوپا و چهارپا می‌شود که دارای لگنی شبیه به لگن پرندگان هستند، با استخوان شرمگاهی که به سمت عقب امتداد یافته است.)

```
   * 
دایناسور ناجوردندان
[
پ ۴۰
]
 
(گیاه‌خوار یا همه‌چیزخوار با دندان‌های نیش برجسته، از دایناسورهای اولیه و کوچک)

   * 
زره‌پوشان
[
پ ۴۱
]
 
(دایناسورهای زره‌دار، بیشتر چهارپا)

       * 
خمیده‌خزنده‌سانان
[
پ ۴۲
]
 
(دایناسورهای زره‌دار با دمی چماق مانند)

       * 
پوشیده‌خزنده‌سانان
[
پ ۴۳
]
 
(دایناسورهای دوپا یا چهارپای گیاه‌خوار، شامل اردک‌منقاران)

       * 
هادروسارید
[
پ ۴۴
]
 
(معروف به دایناسورهای اردک‌منقار)

   * 
ستبرسرخزندگان
[
پ ۴۵
]
 
(دایناسورهای دوپا با جمجمه‌های گنبدی‌شکل یا گره‌دار و ضخیم)

   * 
شاخ‌چهرگان
[
پ ۴۶
]
 
(دایناسورهای شاخ‌دار و منقاردار، مانند 
تریسراتوپس
)
[
۲
]
[
۲۳
]
[
۲۴
]
[
۲۵
]
[
۲۶
]
```

## انقراض دایناسورها
دانشمندان اکنون با اطمینان بالایی معتقدند که رویداد انقراض کرتاسه-پالئوژن (K-Pg extinction event) که منجر به نابودی بخش عمده‌ای از گونه‌های دایناسور (به جز پرندگان) و تقریباً ۷۵ درصد از گونه‌های زنده روی زمین شد، در اثر برخورد یک شهاب‌سنگ عظیم با زمین رخ داده است. در حالی که پیش از این، زیست‌شناسان و زمین‌شناسان احتمال می‌دادند که عوامل دیگری نیز ممکن است در این انقراض نقش داشته باشند، مانند:
- فعال شدن آتشفشان‌ها بر اثر دهانه برخوردی شیوا در هند.
- فوران‌های عظیم آتشفشانی در سطح زمین، به خصوص در تله‌های دکن.
- موج‌های عظیم سونامی ناشی از برخورد شهاب‌سنگ.

با این حال، بر پایه آخرین پژوهش‌ها و شواهد موجود، برخورد شهاب‌سنگ به عنوان عامل اصلی و آغازگر این انقراض گسترده، تأیید شده است. این انقراض بزرگ، که به دلیل از میان رفتن دایناسورهای غیرپرنده، راه را برای تابش انطباقی و گوناگونی پستانداران و در نهایت پیدایش انسان هموار کرد، اهمیت ویژه‌ای در تاریخ حیات زمین دارد.

### برخورد شهاب‌سنگ چیکسالوب
حدود ۶۶ میلیون سال پیش، شهاب‌سنگی با قطر تقریبی ۱۵ کیلومتر به منطقه‌ای که امروزه به نام دهانه چیکسالوب (Chicxulub Crater) شناخته می‌شود و در خلیج مکزیک قرار دارد، برخورد کرد. این برخورد، نزدیک به ۴۲۰ زتا ژول (معادل ۴۲۰ ضربدر ۱۰ به توان ۲۱ ژول) انرژی آزاد کرد که برابر با انرژی انفجار ۱۰۰ ترا تن (۱۰۰ ضربدر ۱۰ به توان ۱۲ تن) TNT بود. برای مقایسه، انرژی آزاد شده از برخورد چیکسالوب، ۲ میلیون بار بزرگتر از انرژی رها شده در بمب تزار (پر قدرت‌ترین آزمایش هسته‌ای تاریخ) است. این برخورد مهیب باعث فرورفتن زمین و تشکیل گودالی به قطر ۱۸۰ کیلومتر شد.

### رخدادهای پس از برخورد
بر اثر این برخورد، یک ابر عظیم از گرد و غبار، دوده و بخارات داغ به جو زمین بلند شد که برای مدت طولانی (احتمالاً ماه‌ها تا سال‌ها) نور خورشید را مسدود کرد. این "زمستان برخوردی" منجر به توقف فتوسنتز در گیاهان و شروع فرایند مرگ بخش بزرگی از پوشش گیاهی زمین شد. کاهش گیاهان، به نوبه خود، منجر به مرگ زنجیره‌ای جانوران گیاه‌خوار و سپس جانوران گوشت‌خوار شد که به آن‌ها وابسته بودند. با توجه به درصد بالای اکسیژن در جو زمین در دوران کرتاسه، این برخورد بزرگ، احتمالاً منجر به توفان‌های عظیم آتشین در سطح کره زمین نیز شده است که می‌توانست علت مرگ شمار دیگری از جانوران باشد. از آنجا که محل برخورد در اقیانوس بود، احتمالاً سونامی‌های عظیم و ویرانگر نیز در سواحل و مناطق نزدیک به اقیانوس‌ها به وجود آمده است.

### تاریخ دقیق برخورد
اکنون، دانشمندان اروپایی و آمریکایی با استفاده از تکنیک‌های پیشرفته تاریخ‌گذاری رادیومتریک و تحلیل رسوبات، توانسته‌اند دامنه تخمین زمان برخورد در دهانه چیکسالوب را به ۱۱ هزار سال محدود کنند و آن را بین ۶۶٫۰۳ تا ۶۶٫۰۴ میلیون سال پیش قرار دهند. این زمان‌بندی تقریباً با زمان انقراض عظیم دایناسورها هم‌زمان است. در مباحث مربوط به زمان وقایع زیست‌شناسی و زمین‌شناسی در مقیاس میلیون‌ها سال، دقت ۱۱ هزار سال، نهایت دقت ممکن به‌شمار می‌رود.

## معادل‌های انگلیسی
1. ↑  Sauropodomorpha
2. ↑  Cerapoda
3. ↑  Thyreophora
4. ↑  Richard Owen
5. ↑  William Buckland
6. ↑  Hadrosaurus foulkii
7. ↑  Edward Drinker Cope
8. ↑  Othniel Charles Marsh
9. ↑  Brachiosaurus
10. ↑  sauropod
11. ↑  Herrerasaurians
12. ↑  predators
13. ↑  Coelophysoidea یا Coelophysoids
14. ↑  Coelophysis
15. ↑  Ceratosaurians
16. ↑  Ceratosaurus
17. ↑  abelisaurids
18. ↑  continents
19. ↑  Spinosauroidea یا Spinosauroids
20. ↑  Carnosaurians
21. ↑  Allosaurus
22. ↑  archarodontosaurus
23. ↑  Coelurosaurians
24. ↑  Tyrannosauroidea یا Tyrannosauroids
25. ↑  Ornithomimosaurians
26. ↑  ostrich-mimics
27. ↑  Therizinosauroids
28. ↑  Oviraptorosaurians
29. ↑  Dromaeosauridae یا Dromaeosaurids
30. ↑  raptors
31. ↑  Troodontidae یا Troodontids
32. ↑  Sauropodomorpha یا Sauropodomorphs
33. ↑  Prosauropoda یا Prosauropods
34. ↑  Sauropoda یا Sauropods
35. ↑  Macronarians
36. ↑  Brachiosauridae یا Brachiosaurids
37. ↑  Titanosaurians
38. ↑  continents
39. ↑  theropod
40. ↑  Heterodontosauridae یا Heterodontosaurids
41. ↑  Thyreophorans
42. ↑  Ankylosaurians
43. ↑  Stegosaurians (دایناسورهای زره‌پوش با صفحات استخوانی و خارهای دم)
    * پرنده‌پایان<ref group="پ">Ornithopoda یا Ornithopods
44. ↑  Hadrosaurids
45. ↑  Pachycephalosaurians
46. ↑  Ceratopsians
47. ↑  ornithopod
48. ↑  heterodontosaurid
49. ↑  Camptosaurus
50. ↑  heterodontosaurus